# Jan Jakub Należyty
Jan Jakub Należyty (ur. 26 lutego 1964 w Nakle nad Notecią) – polski aktor estrady, piosenkarz, satyryk, wykonawca piosenek autorskich i francuskich. Autor sztuk teatralnych. Członek Związku Artystów i Kompozytorów "ZAKR", Stowarzyszenia Artystów Wykonawców Utworów Muzycznych i Słowno - Muzycznych SAWP i Związku Artystów Scen Polskich ZASP.

## Działalność muzyczna
Urodził się w 1964 r. w Nakle nad Notecią. Pierwsze debiutanckie próby wokalne podejmował na estradach bydgoskich klubów „Kosmos” i „Orion”. Udanie startował w Ogólnopolskim Młodzieżowym Przeglądzie Piosenki (1980). Zadebiutował na XX Festiwalu Polskiej Piosenki w Opolu w 1983 roku, gdzie zdobył nagrodę Grand Prix im.Karola Musioła w konkursie „Promocje” za wykonanie piosenki „Zawód Clowna”. Okrzyknięto go wtedy odkryciem i nietuzinkową osobowością estradową. Fascynuje go piosenka francuska, której pozostał wierny do dziś. Po opolskim sukcesie podjął trasy koncertowe, 1984 roku podczas Ogólnopolskich Spotkań Estradowych w Rzeszowie „OSET 84” – zdobył wyróżnienie w kategorii recitali, rok później II nagrodę podczas VI Przeglądu Piosenki Aktorskiej we Wrocławiu.

## Teatr i telewizja
Występował w kabarecie Jana Pietrzaka, pojawiał się też w wielu radiowych i telewizyjnych programach literacko-muzycznych,m.in.:  II Program TVP – „Ja jestem jak ten chwast” – piosenki Georges’ a Brassensa – recital, „Flirty z figlami”, Kabaret „Pod Egidą” – Polsat, „Jef” – recital piosenek Jacques’a Brela zarejestrowany w Teatrze „Komedia” w 1995, emitowany w TVP Kultura (Gościem specjalnym wieczoru była wdowa po artyście Madame Brel).„Spotkanie z balladą – TVP Kraków”. Jako wykonawca piosenek i wierszy satyrycznych współpracował z III Programem Polskiego Radia i z Magazynem Satyrycznym ZSYP Marcina Wolskiego. Współpracował z następującymi teatrami: Teatr Stara Prochownia (za dyrekcji Wojciecha Siemiona) trzy sezony – recitale autorskie, Rok 2002: Teatr „Rampa” w Warszawie 2008 - spektakl muzyczny „Dolores, ech…Dolores” z Katarzyną Żak, scenariusz, rola – Piosenkarz, dialogi: Jan Kazimierz Siwek. Rok 2008: Kieleckie Centrum Kultury, Mała Scena – spektakl muzyczny„Zakochany Paryż” reżyseria Krzysztof Jasiński, rola – Konferansjer, z Beatą Rybotycką, Joanną Kulig, Januszem Radkiem – konferansjerka i wykonanie piosenek. Rok 2009, maj Teatr Dramatyczny im. Aleksandra Węgierki w Białymstoku – spektakl muzyczny „Gigi l’ Amoroso” – główna rola, scenariusz (z udziałem Aleksandry Maj, Agnieszki Możejko, Ewy Palińskiej). Rok 2009, październik Teatr Dramatyczny w im. Jerzego Szaniawskiego w Płocku – „Miłość…i więcej nic…” – spektakl piosenek francuskich. Wykonanie piosenek, konferansjerka, reżyseria,scenariusz (z udziałem Hanny Chojnackiej, Magdy Tomaszewskiej i Magdy Bogdan, muzycy: Dorota Wasilewska, Sławomir Ratajczyk, Paweł Goleń). Rok 2010 Agencja Promocyjno – Koncertowa „Syndykat Artystyczny”: „Andropauza męska rzecz – zdecydowana odpowiedź na Klimakterium”- Jan Jakub Należyty, Tenor heroiczny – epizod wokalny.

## Twórczość własna
Pisywał wiersze satyryczne do tygodnika „Przekrój” i felietony do „Dziennika Zachodniego”,  „Głosu Wielkopolskiego” i do gazety „Metropol”. Jest współautorem książki dla dzieci (napisana z Janem Kazimierzem Siwkiem) pt. Kotek Napłotek” i autorem książek z zakresu edukacji teatralnej dla przedszkolaków, gimnazjalistów i licealistów: „Tylko w przedszkolu”, „Pinokio, a jak myślisz?”, „Europa bez granic” (wyd.Fraszka Edukacyjna). Dziś Jan Jakub Należyty skupia się na recitalach i twórczości teatralnej. Jest autorem następujących sztuk: Trzy razy łóżko (granej w całej Polsce pod szyldem Teatru Komedia Kraków, który założył z żoną Małgorzatą Żukrowską-Należyty) oraz we wrocławskim Teatrze Komedii, Ta cisza to ja – wyk. Jacek Kawalec, Mój dzikus (z Emilianem Kamińskim), Piękne panie i panowie (z Andrzejem Leśniewskim) granych w Teatrze Kamienica, Andropauza- męska rzecz, czyli Zdecydowana odpowiedź na Klimakterium, Dieta cud – komedia odchudzająca, Andropauza 2 czyli Męska rzecz być z kobietą - granych w teatrze Palladium w Warszawie i w całej Polsce (Agencja Promocyjno - Koncertowa Syndykat Artystyczny) oraz Viagra i chryzantemy Teatr Komedia Kraków (realizacja w przygotowaniu). Pisze teksty do piosenek dla wielu wykonawców, m.in. dla Beaty Rybotyckiej, Zbigniewa Wodeckiego czy Jacka Wójcickiego.